# Anti-Doping-Gesetz
Das deutsche Anti-Doping-Gesetz vom 10. Dezember 2015 dient der Bekämpfung des Einsatzes von Dopingmitteln und Dopingmethoden im Sport. Mit ihm sollen Gesundheit, Fairness und Chancengleichheit für die Athleten gesichert und die Integrität des Sports gefördert werden.

## Erläuterung
Das Gesetz verbietet, Dopingmittel der Anlage I des Internationalen Übereinkommens vom 19. Oktober 2005 gegen Doping im Sport (BGBl. 2007 II S. 354, 355, in der jeweils gültigen Fassung) herzustellen, zu veräußern oder zu verschreiben. Dopingmittel dürfen nicht zum Zwecke des Dopings im Sport angewendet werden (§ 2). Es ist zudem verboten, ein solches Dopingmittel in nicht geringer Menge zum Zwecke des Dopings beim Menschen im Sport zu erwerben, zu besitzen oder in oder durch den Geltungsbereich dieses Gesetzes zu verbringen (§ 2). Hervorzuheben ist, dass Sport im Sinne des Anti-Doping-Gesetzes nicht nur der Leistungssport, sondern auch der nicht mit Wettkampfteilnahmen verbundene Breiten- und Freizeitsport ist. Damit erfasst das Gesetz auch den gezielten, mit körperlichen Anstrengungen verbundene Muskelaufbau im Rahmen von Kraftsport.
Die Festlegung der Mengenwerte für eine nicht geringe Menge ist in der Verordnung zur Festlegung der nicht geringen Menge von Dopingmitteln (Dopingmittel-Mengen-Verordnung – DmMV) erfolgt. Der Erwerb, Besitz oder das Verbringen von geringen Mengen von Dopingmitteln ist danach nicht verboten.
Ebenso verboten ist Selbstdoping, d. h. die Selbstanwendung eines Dopingmittels ohne medizinische Indikation in der Absicht, sich in einem Wettbewerb des organisierten Sports einen Vorteil zu verschaffen (§ 3).
Zur Durchsetzung enthält das Gesetz Strafvorschriften und verweist auf das Strafgesetzbuch. Zudem wird für die betroffenen Präparate ein Warnhinweis auf der Packungsbeilage festgelegt: Die Anwendung des Arzneimittels [Bezeichnung des Arzneimittels einsetzen] kann bei Dopingkontrollen zu positiven Ergebnissen führen.